# Somos los Carmona
Somos los Carmona es una telenovela chilena de comedia romántica creada y escrita por Carlos Oporto. Se estrenó por Televisión Nacional de Chile el 19 de agosto de 2013, y concluyó el 24 de marzo de 2014.

## Sinopsis
Los Carmona, una familia campesina que, tras recibir una gran suma de dinero por su terreno, se traslada a Santiago. Liderados por Facundo y su esposa Rosa, enfrentan los desafíos de adaptarse a la ciudad con sus cuatro hijos, cada uno con sus propios sueños y conflictos. 
Sus nuevos vecinos, los Velasco, una familia ambiciosa y manipuladora, ven en los Carmona una oportunidad para enriquecerse. Entre traiciones, amores y tensiones familiares, ambas familias se enredan en una lucha por el poder y la fortuna.

## Reparto
- Álvaro Rudolphy como Facundo Carmona
- Carolina Arregui como Rosa Leiva
- Fernando Larraín como Roberto Velasco
- Íngrid Cruz como Isabel Durán
- Luis Alarcón como Rosendo Carmona
- Gabriela Hernández como Perpetua Loyola
- Magdalena Müller como Carmen Carmona
- Francisco Puelles como Alberto Carmona
- María de los Ángeles García como Francisca Catalán
- Ignacio Susperreguy como Felipe Velasco
- Valentina Carvajal como Rocío Velasco
- Matías Gil como Diego Briceño
- Gabriela Medina como Humilde Loyola
- Hernán Lacalle como Florencio Gallardo
- Víctor Montero como Esteban Poblete
- Andrea Eltit como Alejandra Sanhueza
- Agustina Lavín como Susana Carmona
- Diego García como Jacinto Carmona
- Isidora Artigas como Ignacia Velasco
- Francisco Godoy como Camilo Briceño

## Producción
Esta historia, original de Carlos Oporto, fue elegida de entre cinco proyectos que presentó el joven guionista a la estación televisiva hace ya varios meses. Oporto dice que la idea era poner en pantalla de una forma amena y entretenida las aventuras de esta familia que dejó su campo para radicarse en la gran ciudad y mostrar el contraste de estas dos realidades sociales.
La adaptación  de ‘Somos los Carmona’ y sus divertidas aventuras fueron parte de esta teleserie, producida por Daniela Demicheli, dirigida por Claudio López de Lérida y Felipe Arratia y en la dirección general, María Eugenia Rencoret. Somos Los Carmona tuvo inspiraciones de la serie de televisión estadounidense Los Beverly ricos, con una familia de campo llegando a vivir a la ciudad y a un barrio acomodado. Entre otras decisiones, los ejecutivos cambiaron el título de la telenovela de "Con bolsos y petacas", a "Los Carmona" y, finalmente, a "Somos los Carmona".

### Casting
Luego varios intentos por convencerla, Carolina Arregui dio el sí para ser parte de "Somos los Carmona", en donde fue pareja romántica de Álvaro Rudolphy, con quien en 1993 ya había protagonizado la telenovela Marrón Glacé, en Canal 13.

### Rodaje
Las grabaciones comenzaron el 22 de mayo de 2013 y finalizaron el 17 de enero de 2014 sin la presencia de Arregui, quien por encontrarse de vacaciones se integró al elenco a mediados de junio, asumiendo de inmediato el rol de Rosa Leiva.
Las locaciones elegidas por el equipo de producción para grabar las escenas de exteriores son el barrio alto de La Dehesa (Comuna de Lo Barnechea en el sector precordillerano de la ciudad de Santiago), Colina, Las Condes, Providencia y Santiago Centro. En La Dehesa, se ubican las casas de los Carmona y los Velasco, mientras que en Colina se registran las imágenes que muestran la vida de campo de los protagonistas, donde según la telenovela el campo se ubica en la Región del Maule. En Las Condes se encuentra la universidad a la que asistieron los personajes juveniles.
La grabación de la mayoría de las escenas se realizaron con la familia Carmona en pleno, lo que implicó un despliegue técnico mayor al usual. Esto explica la instalación de más cámaras al interior del estudio y la necesidad de tener una mejor coordinación para poder cubrir los planos de Rosa (Carolina Arregui), Facundo (Álvaro Rudolphy), Yoyita (Magdalena Müller), Alberto (Francisco Puelles), Susanita (Agustina Lavín),Jacinto (Diego García), Perpetua (Gabriela Hernández) y Rosendo (Luis Alarcón).
Sus grabaciones finalizaron el 17 de enero de 2014.

## Promoción
El primer teaser fue estrenado durante la emisión de 24 Horas Central el 11 de julio de 2013. La campaña fue realizada por TVN en conjunto con la agencia McCann-Erickson. Fue producido por la Productora H y dirigido por Alejandro Harriet. Todo bajo la producción ejecutiva de Fredy del Pino.
El 9 de agosto de 2013, el elenco recorrió a bordo de una carreta y un automóvil descapotable, respectivamente, las calles de Providencia (Santiago), sorprendiendo a los traunseuntes que se encontraban por ese lugar.
El 12 de julio de 2013 se estrenó el videoclip con el tema musical que lleva el mismo nombre de la telenovela y que es interpretado por el actor protagonista Álvaro Rudolphy, donde hace un juego con su rol en la ficción: la del campesino Facundo Carmona, quien en el tema presenta a los integrantes de su familia, en la que destacan su esposa "Rosa" (Carolina Arregui), sus hijos "Carmen" (Magdalena Müller) y "Alberto" (Francisco Puelles), y su padre "Rosendo" (Luis Alarcón). El 19 de julio de 2013, TVN lanzó la versión "sing along" del tema principal en el canal oficial de YouTube.

## Recepción
La telenovela comenzó el 19 de agosto de 2013 por TVN sustituyendo a Dos por uno. En su debut triplicó a su competencia en índice de audiencia, con 28.8 puntos y un peak de 31 entre las 20:18 y las 21:04 horas, dejando en segundo lugar a Graduados de Chilevisión con 9,1 puntos, y convirtiéndose así en el segundo mejor estreno de telenovelas vespertina en los últimos 5 años, tras Pobre Rico.
En la emisión del segundo capítulo y según informó TVN, entre las 20:26 y las 21:04 horas, obtuvo un rating de 26,2 puntos con peak de 29 unidades, y dejando de nuevo en segundo lugar a Graduados de Chilevisión con 9,8 puntos de rating. Por tercer día consecutivo, la telenovela se impuso ampliamente por sobre su competencia. Logrando un rating promedio de 23 puntos de rating con un peak de 27.
En la primera semana, esta telenovela se convirtió en lo más visto de la televisión chilena local, desbancando así a la telenovela de Canal 13, Soltera otra vez 2, que hasta ese entonces había sido lo más visto. Somos los Carmona promedia 26,7 puntos de rating en sus primeros cuatro capítulos, mientras que la telenovela nocturna de Canal 13 tuvo una media de 22,4 unidades.
En la emisión del quinto capítulo de Somos los Carmona, fue lo más visto y mantuvo la distancia con sus competidores más cercanos. Logrando un promedio de 24,1 puntos de rating durante la emisión de su capítulo de estreno.
En sus cinco primeras emisiones “Somos los Carmona” sumaron un promedio de sintonía cercano a las 27 unidades, convirtiéndose en un nuevo éxito de Televisión Nacional de Chile.

## Premios y nominaciones
Copihue de Oro
| Año  | Categoría               | Candidato               | Resultado |
| ---- | ----------------------- | ----------------------- | --------- |
| 2013 | Mejor Serie o Teleserie | Mejor Serie o Teleserie | Nominados |
| 2013 | Mejor Actriz            | Carolina Arregui        | Nominada  |
| 2013 | Mejor Actor             | Álvaro Rudolphy         | Nominado  |

## Adaptaciones
- Amores con Trampa, adaptación mexicana producida por Emilio Larrosa para Televisa en el 2015, Protagonizada por Eduardo Yáñez, África Zavala, Itatí Cantoral y Ernesto Laguardia y antagonizada por Nora Salinas y Harry Geithner.